# 스테이시 에이브럼스
스테이시 이본 에이브럼스(Stacey Yvonne Abrams, 1973년 12월 9일 ~ )은 미국의 정치인이다.

## 학력
- 스펠먼 대학교 정치학, 경제학, 사회학 B.A.
- 텍사스 대학교 오스틴 공공정책 MPA
- 예일 대학교 법학 J.D.

## 경력
- 2007.01 ~ 2013.01 제149·150·151대 조지아주 84구 하원의원
- 2013.01 ~ 2017.08 제152·153·154대 조지아주 89구 하원의원
- 2011.01 ~ 2017.08 민주당 조지아주 하원 원내대표
- FairFight 2020 대표

## 역대 선거 결과
| 선거명      | 직책명                       | 대수  | 정당   | 득표율  | 득표수      | 결과 | 당락               |
| ----------- | ---------------------------- | ----- | ------ | ------- | ----------- | ---- | ------------------ |
| 2006년 선거 | 하원의원 (조지아 제84선거구) | 149대 | 민주당 | 100.00% | 10,634표    | 1위  | 조지아 주의원 당선 |
| 2008년 선거 | 하원의원 (조지아 제84선거구) | 150대 | 민주당 | 100.00% | 18,832표    | 1위  | 조지아 주의원 당선 |
| 2010년 선거 | 하원의원 (조지아 제84선거구) | 151대 | 민주당 | 100.00% | 12,482표    | 1위  | 조지아 주의원 당선 |
| 2012년 선거 | 하원의원 (조지아 제89선거구) | 152대 | 민주당 | 100.00% | 23,292표    | 1위  | 조지아 주의원 당선 |
| 2014년 선거 | 하원의원 (조지아 제89선거구) | 153대 | 민주당 | 100.00% | 17,134표    | 1위  | 조지아 주의원 당선 |
| 2016년 선거 | 하원의원 (조지아 제89선거구) | 154대 | 민주당 | 100.00% | 26,039표    | 1위  | 조지아 주의원 당선 |
| 2018년 선거 | 조지아 주지사                | 83대  | 민주당 | 48.83%  | 1,923,685표 | 2위  | 낙선               |
| 2022년 선거 | 조지아 주지사                | 83대  | 민주당 | 45.88%  | 1,813,673표 | 2위  | 낙선               |